# Sarcey (Alta Marna)
Sarcey è un comune francese di 114 abitanti situato nel dipartimento dell'Alta Marna, nella regione del Grand Est.

## Società

### Evoluzione demografica
Abitanti censiti